# Georges Claes
Georges Claes, né le 7 janvier 1920 à Boutersem, mort le 14 mars 1994 à Louvain, est un coureur cycliste belge. Professionnel de 1939 à 1953, il a notamment remporté Paris-Roubaix en 1946 et 1947.

## Palmarès
- 1939
  - Anvers-Liège indépendants
- 1941
  - Circuit de Belgique :
    - Classement général
    - 3e étape

  - Grand Prix de Hesbaye
  - Tour d'Hesbaye
  - Grand Prix de la ville de Zottegem
  - 2e de la Coupe Sels
  - 3e du Tour du Limbourg
- 1942
  - Tour d'Hesbaye
  - Grand Prix du 1er mai
  - Stadsprijs Geraardsbergen
  - 2e de la Coupe Sels
  - 2e du Tour des Flandres
  - 2e d'Anvers-Gand-Anvers
  - 2e de la Flèche de Heist
- 1943
  - 2e de la Flèche wallonne
  - 2e du championnat de Belgique sur route
  - 2e d'À travers Paris
- 1944
  - 2e d'Anvers-Gand-Anvers
  - 3e du championnat de Belgique de cyclo-cross
  - 5e de Paris-Roubaix
- 1946
  - Paris-Roubaix
  - 2e de Bruxelles-Saint-Trond
- 1947
  - Paris-Roubaix
  - Tour du Limbourg
  - 2e du Circuit de Campine
  - 2e de Kampenhout-Charleroi-Kampenhout
- 1948
  - 2e de Bruxelles-Bost
  - 3e de Paris-Roubaix
  - 3e du Circuit des régions flamandes
  - 3e du Grand Prix du Brabant wallon
- 1949
  - Circuit de Flandre orientale
  - Circuit des monts du sud-ouest
  - 5e de Paris-Bruxelles
- 1950
  - 2e de Hoeilaart-Diest-Hoeilaart
  - 3e du Circuit des régions flamandes
  - 3e de Bruxelles-Bost (ex aequo avec René Walschot)
  - 9e de Paris-Roubaix
- 1951
  - 3e du Grand Prix de l'Escaut
  - 3e du Circuit du Limbourg